# Schutzengelkapelle (München)
Die Schutzengelkapelle, auch Kapelle St. Georg genannt, war ein Kirchengebäude in Denning, heute ein Stadtteil Münchens im Stadtbezirk Bogenhausen. Sie gehörte der Pfarrei St. Georg in Bogenhausen an.

## Geschichte
Die ursprüngliche Schutzengelkapelle stammte aus der Zeit nach 1650. Um 1700 wurde sie abgerissen und durch einen Neubau ersetzt, der am 21. Mai 1710 geweiht wurde.
Die Ausstattung der Schutzengelkapelle war barock. Seitlich des Hauptaltars standen Statuen des heiligen Kaiserpaars Heinrich und Kunigunde. Über dem Altar hing eine Mondsichelmadonna im Strahlenkranz mit dem Jesuskind. An der Westwand stand eine überlebensgroße Figur des heiligen Georg.
Durch die Säkularisation 1803 kam die Kapelle in das Eigentum der Gemeinde Denning. 1944 wurde sie durch Bomben beschädigt, die Figuren von Heinrich und Kunigunde wurden gestohlen. 1953 wurde die Kapelle abgerissen. Die Madonna befindet sich heute in der 1955 geweihten Kirche St. Klara in Zamdorf.